# مارتین کولر
مارتین کولر (اسپانیایی: Martin Kohler‎؛ زادهٔ ۱۷ ژوئیهٔ ۱۹۸۵) دوچرخه‌سوار اهل سوئیس است.
از باشگاه‌هایی که در آن رکاب زده‌است می‌توان به روت–آکروس، تیم دوچرخه‌سواری دراپاک، و تیم بی‌ام‌سی اشاره کرد.